# Halberstädter Würstchen- und Konservenvertrieb
Die Halberstädter Würstchen- und Konservenvertriebs GmbH & Co. KG ist ein Hersteller von Fleisch- und Wurstwaren sowie Suppen und Fertiggerichten in Halberstadt.

## Geschichte

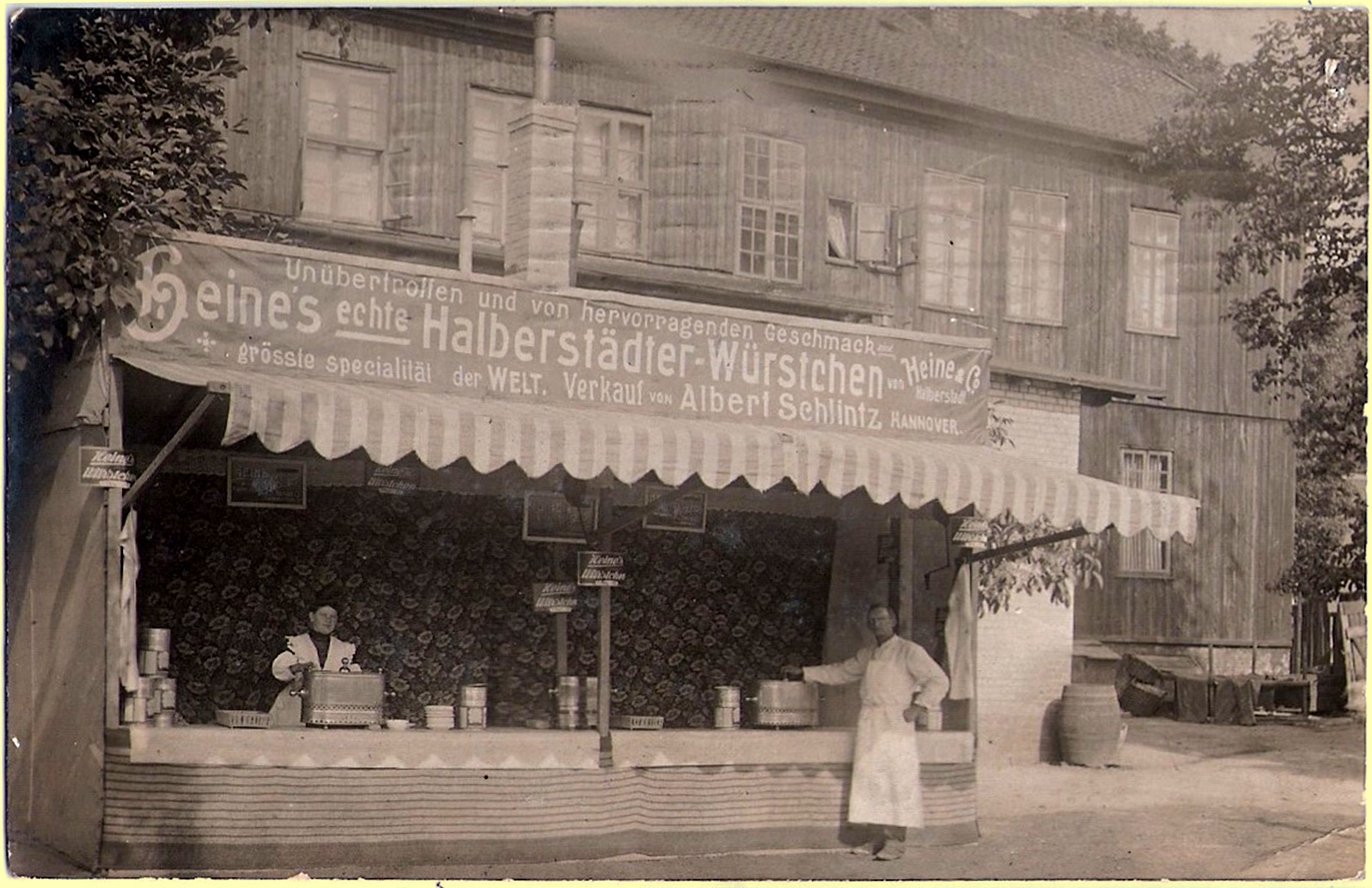
Ansichtskarte von 1911 mit einem Verkaufsstand für „Heine’s echte Halberstädter-Würstchen“ von Albert Schlintz, Hannover

Gegründet wurde das Unternehmen 1883 von Friedrich Heine, zunächst unter dem Namen Heine & Co. 1896 bot diese als weltweit erstes Unternehmen Brühwürste in Konservendosen an und gilt damit als Erfinder der Dosenwurst. 1929 starb Heine und das Unternehmen wurde in eine Aktiengesellschaft umgewandelt. Unter der sowjetischen Besatzungsmacht wurden die Besitzer 1948 enteignet und das Unternehmen unter dem Namen VENAG, ab 1954 VEB Halberstädter Fleischwaren, weitergeführt. Die Produkte galten in der DDR als Bückware und waren äußerst beliebt. Im Zuge der deutschen Wiedervereinigung änderte sich die Gesellschaftsform erneut zu einer GmbH. 1992 wurde sie von dem aus Lehrte stammenden Kaufmann und Fleischermeister Ulrich Nitsch übernommen und wird jetzt von seiner Tochter geführt. 1995–1999 wurde das Werk in drei Schritten saniert. 2003 erfolgte die Umwandlung in eine GmbH & Co. KG; neuer Name: Halberstädter Würstchen und Konservenfabrik GmbH & Co. KG.
Das Tochterunternehmen Halko GmbH, das die Würstchen am Standort Halberstadt produziert, stellte Anfang Dezember 2023 einen Antrag auf ein Insolvenzverfahren in Eigenverwaltung. Als Grund wurden Liquiditätsengpässe genannt. Der Produktionsbetrieb lief uneingeschränkt weiter. Im Frühjahr 2024 wurde das Tochterunternehmen unter dem Namen Halberstädter Konserven GmbH neugegründet, der Standort und alle 57 Arbeitsplätze blieben erhalten. Auch diese Neugründung beantragte Ende Dezember 2024 ein Insolvenzverfahren in Eigenverwaltung.

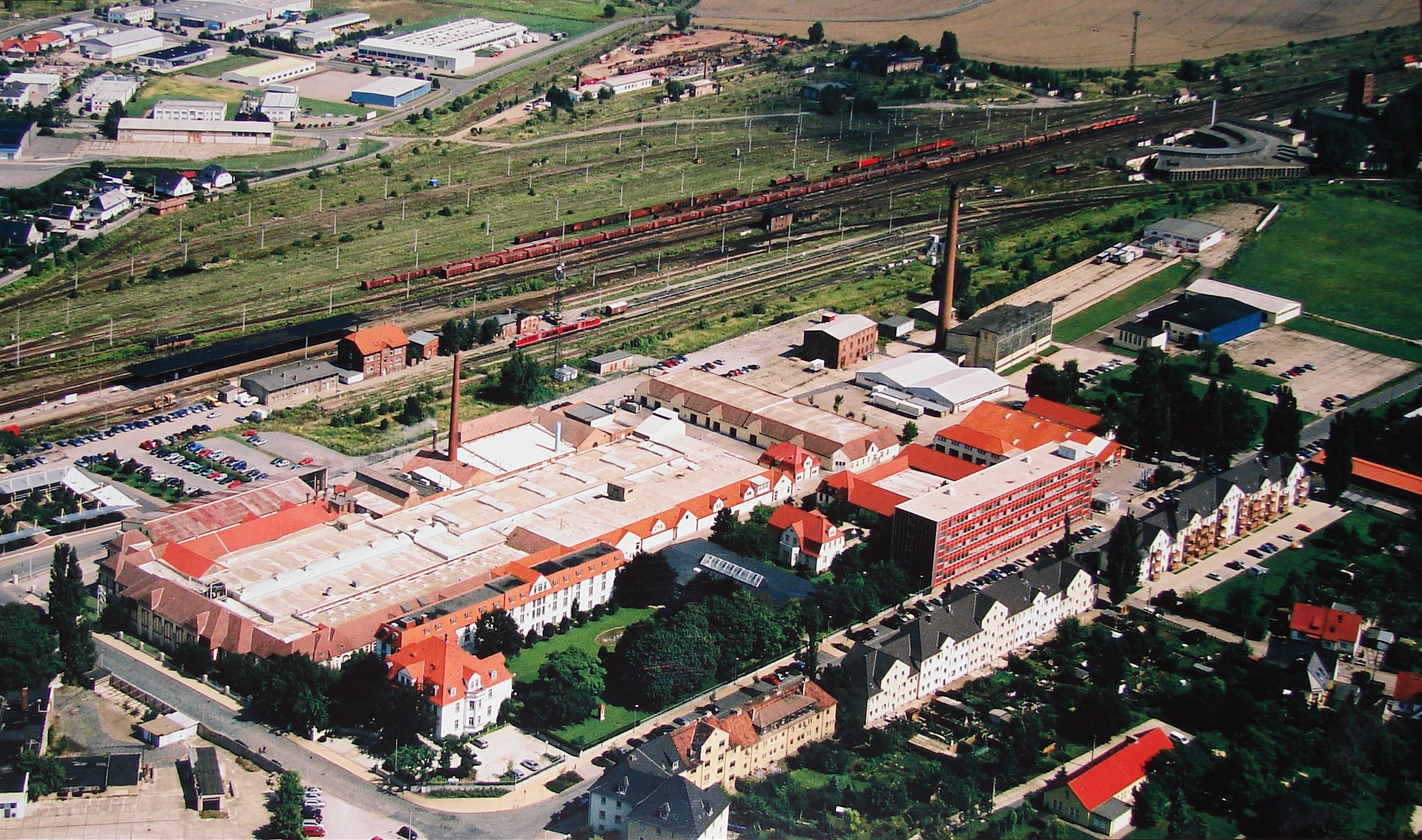
Luftaufnahme der Würstchenfabrik

Schwerpunkt des Produktsortiments sind seit der Firmengründung Brühwürste wie Bockwurst in Dosen und Gläsern. Heute gehören auch Suppen, Eintöpfe, Fleischkonserven und Fertiggerichte sowie frische Produkte wie Bratwürste zum Angebot.
Die Produktionsstätte in Halberstadt steht unter Denkmalschutz und kann nach Anmeldung besichtigt werden. Dem Familienbetrieb angeschlossen sind das Vier-Sterne-S-Hotel Villa Heine (seit 1999), das in der renovierten Gründer-Villa untergebracht ist, das Waldhotel Humboldt in Salzhemmendorf (Niedersachsen) sowie die Gasthausbrauerei Brauhaus Heine.

## Halberstädter Würstchen
Der rauchige Geschmack der Halberstädter Würstchen wird durch die patentierte „Kaminräucherung“ mit Buchenholzfeuer und die langen Reifezeiten von 24 bis 36 Stunden erreicht. Seit 1913 wurde das Produkt mehrmals von der Deutschen Landwirtschafts-Gesellschaft DLG prämiert, seit der Wiedervereinigung kamen weitere Goldmedaillen hinzu. Bei Stiftung Warentest wurden bei einer Bewertung im Jahr 2009 Halberstädter Wiener Würstchen und ein Konkurrenzprodukt als Testsieger bewertet. Halberstädter Würstchen stehen seit einer Entscheidung im Oktober 2010 unter Namensschutz der Europäischen Union. Diese Produkte der Halberstädter Würstchen- und Konservenfabrik dürfen seit dem 28. Oktober 2010 das EU-Siegel „geschützte geografische Angabe“ tragen, damit dürfen nur noch Produkte, die in Halberstadt hergestellt werden, mit dem Adjektiv „Halberstädter“ versehen sein.
Die Jahresproduktion von Halberstädter Würstchen beträgt 1200 Tonnen.